# Pantalones cortos
Pantalones cortos  es una película en blanco y negro de Argentina dirigida por Leopoldo Torres Ríos sobre su propio guion escrito en colaboración con Leopoldo Torre Nilsson que se estrenó el 22 de junio de 1949 y que tuvo como protagonistas a Toscanito, Pierina Dealessi, María Concepción César, Guillermo Pedemonte y Semillita.

## Sinopsis
Al saber que su padre viudo vuelve a casarse, un niño escapa de su casa.

## Reparto
- Toscanito …Eduardito
- Pierina Dealessi …La abuela
- María Concepción César …Carmen
- Guillermo Pedemonte …El padre
- Semillita …Lustrabotas
- Rodolfo Zenner …El cura
- Mario Baroffio
- Juan Pérez Bilbao
- Jaime Andrada
- Ermete Meliante
- Dante Albarelli
- Margarita Canale
- Arturo Arcari
- Narciso Ibáñez
- Andrés Vázquez
- Betty Denis
- Mary Nelly
- Juan Massey
- Adolfo Demaría
- Agustín Andrades

## Comentarios
Manrupe y Portela señalan de la película los buenos exteriores urbanos y espontaneidad tanto en la dirección como en la actuación de la estrella infantil, en tanto la crónica de Noticias Gráficas dijo:

”Vuelve a narrar una historia sencilla y emotiva…posee la emoción que provocan los sentimientos primarios y puros.”